# تاديا فيسكونتي
تاديا فيسكونتي (1351 - 28 سبتمبر 1381)؛ كانت دوقة بافاريا القرينة، هي عضو في عائلة فيسكونتي الإيطالية والأسرة الحاكمة في ميلانو منذ 1277 حتى 1447، باعتبارها الزوجة الأولى لـ ستيفان الثالث دوق بافاريا، ووالدة إيزابو ملكة فرنسا.

## أصول العائلية

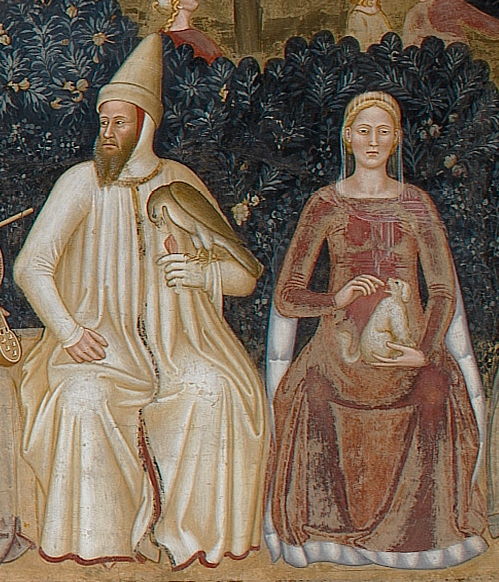
والديها بيرنابو فيسكونتي وبيتريس ديلا سكالا

وُلد تاديا في ميلانو عام 1351 في وقت ما بعد 27 يونيو، كانت أكبر أبناء بيرنابو فيسكونتي لورد ميلانو وزوجته بياتريس ريجينا ديلا سكالا، كان لديها أربعة عشر شقيقًا أصغر منها، وكانت الطفلة المفضلة لوالديها، كان جدها من جانب والدها ستيفانو فيسكونتي لورد ميلانو، في حين جدها من والدتها ماستينو الثاني ديلا سكالا لورد فيرونا، مسبقاً تسبب جدها ستيفانو في محاولة تسميم لودفيغ البافاري (جد ستيفان الثالث) في مأدبة عشاء بعد فترة وجيزة من تتويجه كـ ملك إيطاليا، مما تسبب في وفاة جدها وسجن العديد من أقربائها.
كان برنابيو في حالة حرب مستمرة مع البابوية (مما أدى إلى حرمانه كنسياً)؛ وكان ديكتاتوري لا يرحم، وأخيراً في عام 1385 أطيح به ابن أخيه وصهره جان غالياتسو فيسكونتي وتسميمه في وقت لاحق.

## الزواج والذرية
كانت بافاريا أغنى وأقوى الولايات الألمانية في ذلك الوقت، نجح برنابيو في تأمين زواج أربعة من أبنائه من أفراد عائلة فيتلسباخ الحاكمة، وبطبع تاديا الأكبر سناً هي أول أبناء فيسكونتي الأربعة الذين تم اختيارهم.
ففي عام 1367 أصبحت تاديا الزوجة الأولى لـ ستيفان الثالث البافاري الذي أصبح منذ 13 مايو 1375 دوق بافاريا، حكم بالمناصفة مع إخوته فريدرخ (الذي تزوج من شقيقتها الصغرى مادالينا) ويوهان الثاني في بافاريا-لاندسهوت، جلبت تاديا مهرًا قدره 100000 دوكات الذهبية، وصفت الكاتبة المعاصرة باربرا توكمان زوجها ستيفن الذي كان يكبرها بـ 14 عامًا بأنه «متهور؛ ومبذر، ومغرور، ورومانسي، لا يهدأ بدون مبارزة أو حرب ومناسب تمامًا لابنة فيسكونتي».
نتج عن الزواج ثلاثة أطفال:
- لودفيغ السابع الملتحي (ح.1368 - 1 مايو 1447)[6]؛ خليفته،
- إيزابو (ح.1370 - سبتمبر 1435)؛ تزوجت من شارل السادس ملك فرنسا، لهم ذرية.

- ابن (ولد وتوفي عام 1377).

أثبت التكيف العيش في بافاريا تحديًا صعبًا بالنسبة لها مما دفعها في السنوات اللاحقة إلى القيام برحلات طويلة إلى الخارج، لم يكن المناخ في ميونيخ صحيًا لها كذلك، بحيث أصيبت بسعال مستمر وحمى متكررة، بعد أن أصبح ستيفان الثالث دوقًا، طُلب منه حضور جلسات البلاط بشكل متكرر، على الرغم من صحتها ففي سبعينيات القرن الثالث عشر بدأت بالقيام بزيارات طويلة إلى وطنها، وعادة ما كانت تصطحب معها زوجها وأطفالها، وكذلك زارت روما عام 1378.

## الوفاة والإرث
بعد رحلة إلى ميلانو في ديسمبر 1380 أصيب تاديا بمرض خطير، بحلول الوقت الذي عادت فيه إلى بافاريا، كانت تعاني من الحمى والسعال ونقص الوزن، استمرت صحتها في التدهور وتوفيت في 28 سبتمبر 1381 بـ ميونيخ عن عمر يناهز 30 عامًا. ودُفنت في كاتدرائية السيدة العذراء، عندما وصلت أخبار وفاتها إلى ميلانو أمر والدها الحزين رعاياه بارتداء ملابس حداد، وبعد أقل من أربع سنوات أصبحت ابنتها إيزابو ملكة فرنسا القرينة، تزوج زوجها ستيفان ثانيًا في 16 يناير 1401 من إليزابيث من كليفه ابنة الكونت أدولف الثالث من كليفه، لم يكن لديهم أبناء.
نسل ابنها لودفيغ السابع استمر حتى 1447 مع وفاته، بحيث أن ابنه الوحيد المتبقي لودفيغ الثامن توفي في 1445 دون وريث شرعي، وإما ابنتها إيزابو أصبحت ملكة فرنسا بعد زواجها من شارل السادس المجنون في 1385 وأنجبت له 12 ابناً، ومن خلالها هي جدة ملوك فرنسا وإنجلترا وإسكتلندا لاحقاً بريطانيا العظمى والمملكة المتحدة وملوك الدنمارك والنرويج والسويد وهولندا وبلجيكا وإسبانيا وأمير ليختنشتاين ودوق لوكسمبورغ الأكبر وممالك البائد في الإمبراطورية النمساوية المجرية ومملكة إيطاليا والإمبراطورية الروسية والإمبراطورية الألمانية ومملكة فرنسا ومملكة البرتغال ومملكة بلغاريا ومملكة رومانيا ومملكة اليونان ومملكة يوغوسلافيا وكذلك الإمبراطورية البرازيلية والمكسيكية.